# Isla Grande de Tierra del Fuego
Die Isla Grande de Tierra del Fuego (spanisch für „Große Feuerland-Insel“) ist die Hauptinsel des Feuerland-Archipels, von welchem sie über die Hälfte der Fläche einnimmt. Sie ist durch die Magellanstraße vom südamerikanischen Festland getrennt und gehört zu den Ländern Argentinien (östlicher Teil 18.507,3 km²) und Chile (29.484,7 km²). Im Süden trennt sie der Beagle-Kanal von den chilenischen Inseln Hoste, Navarino, Lennox, Picton und Nueva und vielen weiteren kleineren Eilanden. 30 Kilometer östlich des Ostkaps der Isla Grande de Tierra del Fuego liegt die argentinische Isla de los Estados.
Politisch zählt die Insel auf chilenischer Seite zur Región de Magallanes y de la Antártica Chilena (Provinzen Tierra del Fuego und teils Antártica Chilena), auf argentinischer Seite zur Provinz Tierra del Fuego (Departamentos Río Grande, Tolhuin und Ushuaia).
Mit einer Fläche von 47.992 km² liegt die Isla Grande de Tierra del Fuego an der 30. Stelle der größten Inseln der Erde. Die wichtigsten Städte auf der Insel sind Río Grande und Ushuaia (beide Argentinien); größte Siedlung auf chilenischer Seite ist Porvenir. Leben auf der gut erschlossenen argentinischen Seite der Insel über 190.000 Menschen, sind es auf chilenischer Seite weniger als 10.000.
Der Monte Darwin ist mit 2488 Metern der höchste Punkt auf der Insel. Den südlichsten Punkt markiert das Cabo San Pío, den östlichsten das Cabo San Diego auf der Península Mitre. Auf chilenischer Seite prägen zwei Buchten, die Bahía Inútil und der Almirantazgo-Fjord, das Bild. Im Süden der Insel liegt mit dem Lago Fagnano ein größerer See. Das Klima von Tierra del Fuego ist maritim ausgeglichen, weist aber durch die südlichsten Ausläufer der Anden doch große Unterschiede auf.
Im Norden der Isla Grande de Tierra del Fuego finden sich Erdöllagerstätten – die bedeutendsten Förderanlagen liegen im chilenischen Teil der Insel bei Cerro Sombrero.